# 狄恩·卡门
狄恩·卡门（英語：Dean L. Kamen，1951年4月5日—），美国新罕布什尔的企业家与发明家。他以自己发明的赛格威得名。